# Century City

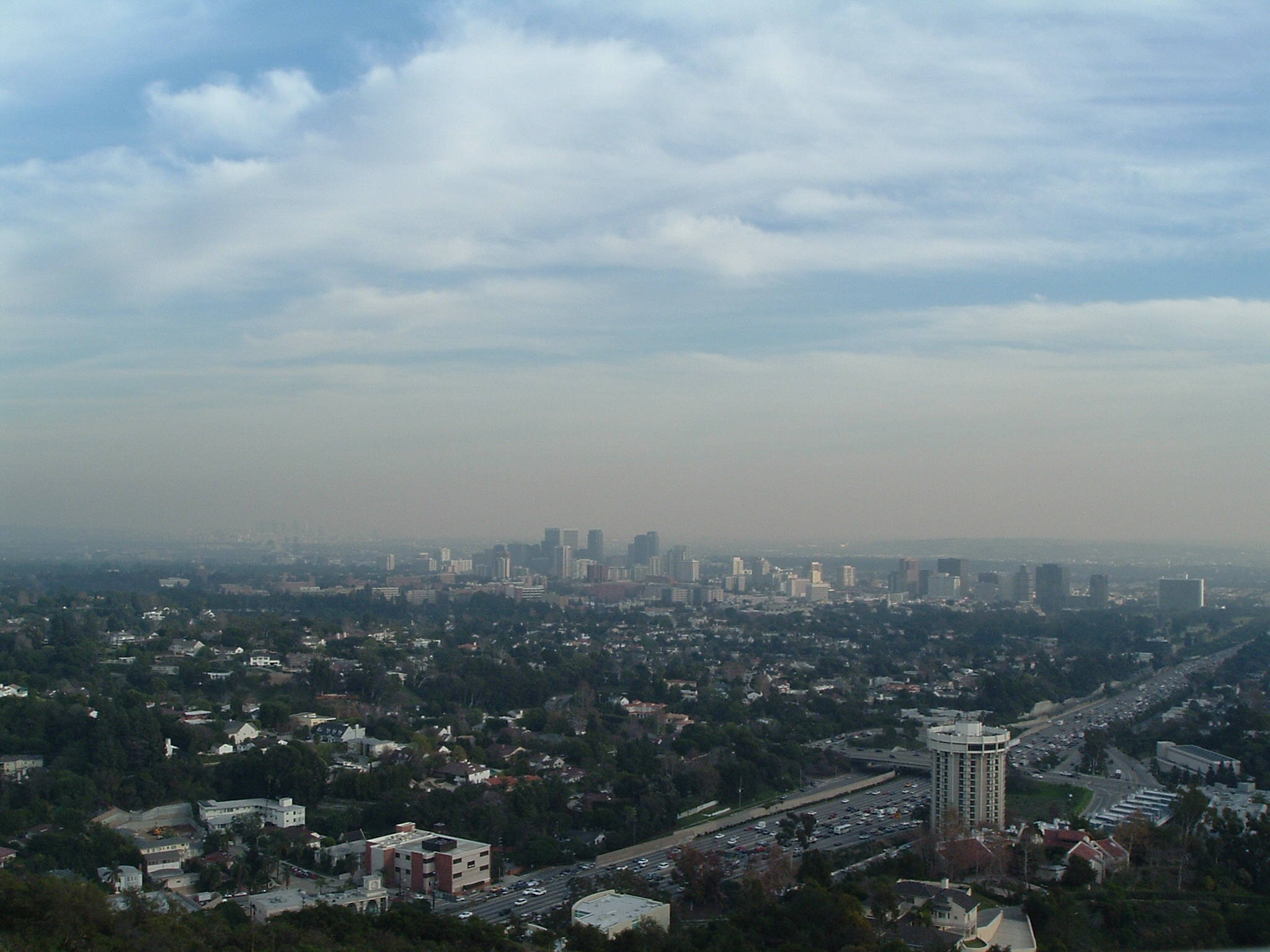
Vista del skyline de Century City des del Getty Center

El Districte de Century City és un centre Financer, comercial i residencial de 712,000m² al costat oest de la ciutat de Los Angeles, Califòrnia, Estats Units. Està vorejat pels districtes de Westwood al costat oest, Rancho Park al sud-oest, Cheviot Hills i Beverlywood en el sud-est, i Beverly Hills al costat nord.
El Districte és un lloc important de companyies de llicenciats, i diversos executius en la indústria de l'entreteniment tenen les seves oficines aquí.
Els Gratacels de Century City van ser uns dels primers gratacels construïts a Los Angeles després de les noves regulacions en la dècada de 1960, per a edificis que puguin resistir terratrèmols.
Les Torres més reconegudes de Century City són: 
- Fox Plaza, Centre d'operacions de 20th Century Fox, Companyia de producció de pel·lícules. És més reconeguda com la Nakatomi Plaza en la pel·lícula Die Hard.
- Torre MGM, Centre de negocis de la companyia històrica de Hollywood Metro-Goldwyn-Mayer.
- Centre AIG SunAmerica
- Century Plaza Hotel
- Torres bessones del Century Plaza